# Els magnífics Amberson
 Els magnífics Amberson  (original: The Magnificent Ambersons) és un drama estatunidenc de Fred Fleck, Orson Welles i Robert Wise estrenat el 1942 i doblat al català.

## Argument
De tornada a la seva ciutat natal després de vint anys d'absència, Eugène Morgan assisteix a un ball donat pel ric clan dels Amberson. Hi retroba el seu amor de joventut, Isabel, que ha estimat sempre. La seva filla Lucy s'enamora de George, el fill d'Isabel, però l'esplendor dels Amberson no és més que una aparença.

## Producció
Després dels modestos resultats que va rebre Ciutadà Kane a la seva estrena, i que només rebés l'Oscar a millor guió, el poder de Welles enfront de la seva productora, RKO, es va veure minvat. És en aquest context que hom li proposa adaptar una novel·la de Booth Tarkington, amb l'objectiu de frenar les ambicions i extravagàncies del director. No obstant, en mans de Welles, aquesta novel·la sentimental es va transformar en una crítica social amb personatges d'una gran profunditat psicològica. Els productors, en veure'n el resultat, van decidir aprofitar l'absència del director - que es trobava a Sud-amèrica, rodant It's all true -, per rodar noves escenes i muntar de nou la pel·lícula, retallant quaranta-tres minuts del metratge.

## Repartiment
- Joseph Cotten: Eugene Morgan
- Agnes Moorehead: Fanny Minafer
- Dolores Costello: Isabel Amberson Minafer
- Anne Baxter: Lucy Morgan
- Tim Holt: George Minafer
- Ray Collins: Jack Amberson
- Richard Bennett: El major Amberson
- Erskine Sanford: Roger Bronson
- Orson Welles: El narrador (veu)

I, entre els actors que no surten als crèdits:
- Don Dillaway: Wilbur Minafer
- J. Louis Johnson: Sam
- Gus Schilling: L'empleat del drugstore
- Olive Ball: Mary
- Mel Ford: Fred Kinney
- Robert Pittard: Charles Johnson
- Bobby Cooper: George, de nen
- Drew Roddy: Elijah
- Nancy Gates: Una noia

## Premis i Nominacions

### Nominacions[4]
- Oscar a la millor pel·lícula (Orson Welles)
- Oscar a la millor actriu secundària (Agnes Moorehead)
- Oscar a la millor fotografia (Stanley Cortez)
- Oscar a la millor direcció artística (Albert S. D'Agostino, Roland Fields i Darrell Silvera)

## Al voltant de la pel·lícula
- La novel·la L'Esplendor dels Amberson de Booth Tarkington va rebre el Premi Piltzer de novel·la el 1919.
- El 2001, el director mexicà Alfonso Arau decideix posar en escena un remake d'Els magnífics Amberson per a la televisió. Difós per primera vegada als Estats Units el 13 de gener de 2002, aquest remake-telefilm es va beneficiar en l'aspecte tècnic d'un pressupost de 16 milions de dòlars, i en l'aspecte artístic d'una recuperació de la visió inicial d'Orson Welles sobre la història abans dels talls dels estudis sobre la seva pel·lícula. El repartiment era format per Bruce Greenwood en el paper d'Eugene Morgan, Magdalena Stowe per a Isabel Amberson, Gretchen Mol era Lucy Morgan, Jonathan Rhys-Meyers a la pell de George Amberson, i Jennifer Tilly va reprendre el paper de Fanny Minafer.

## Galeria

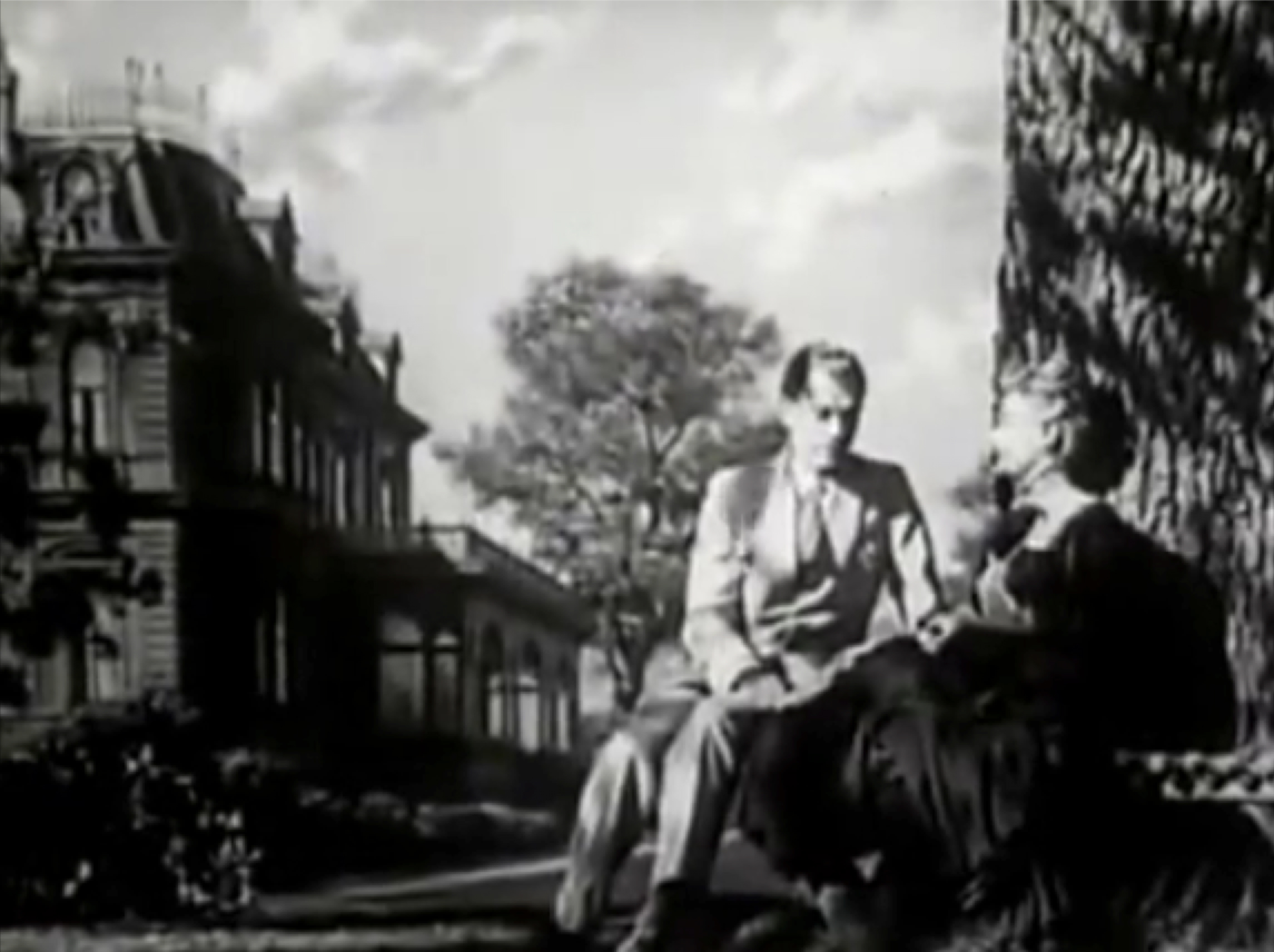
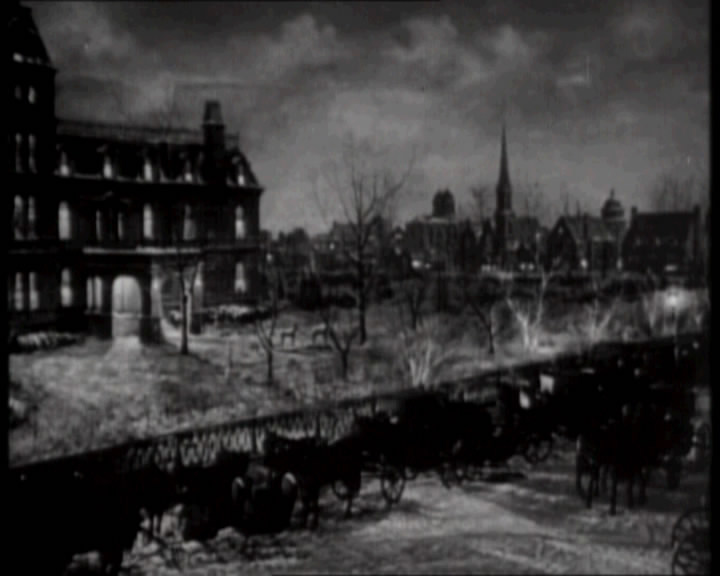
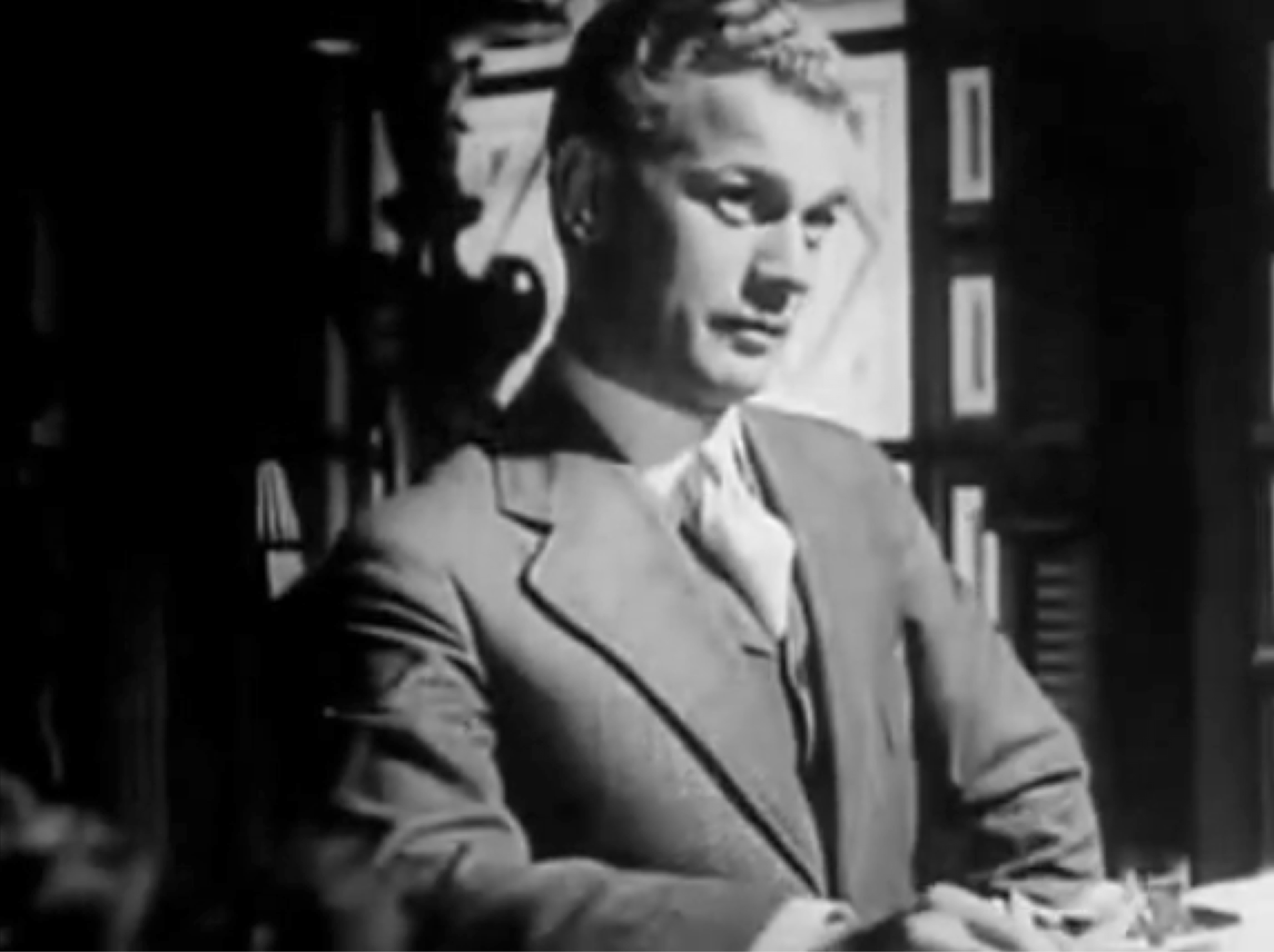
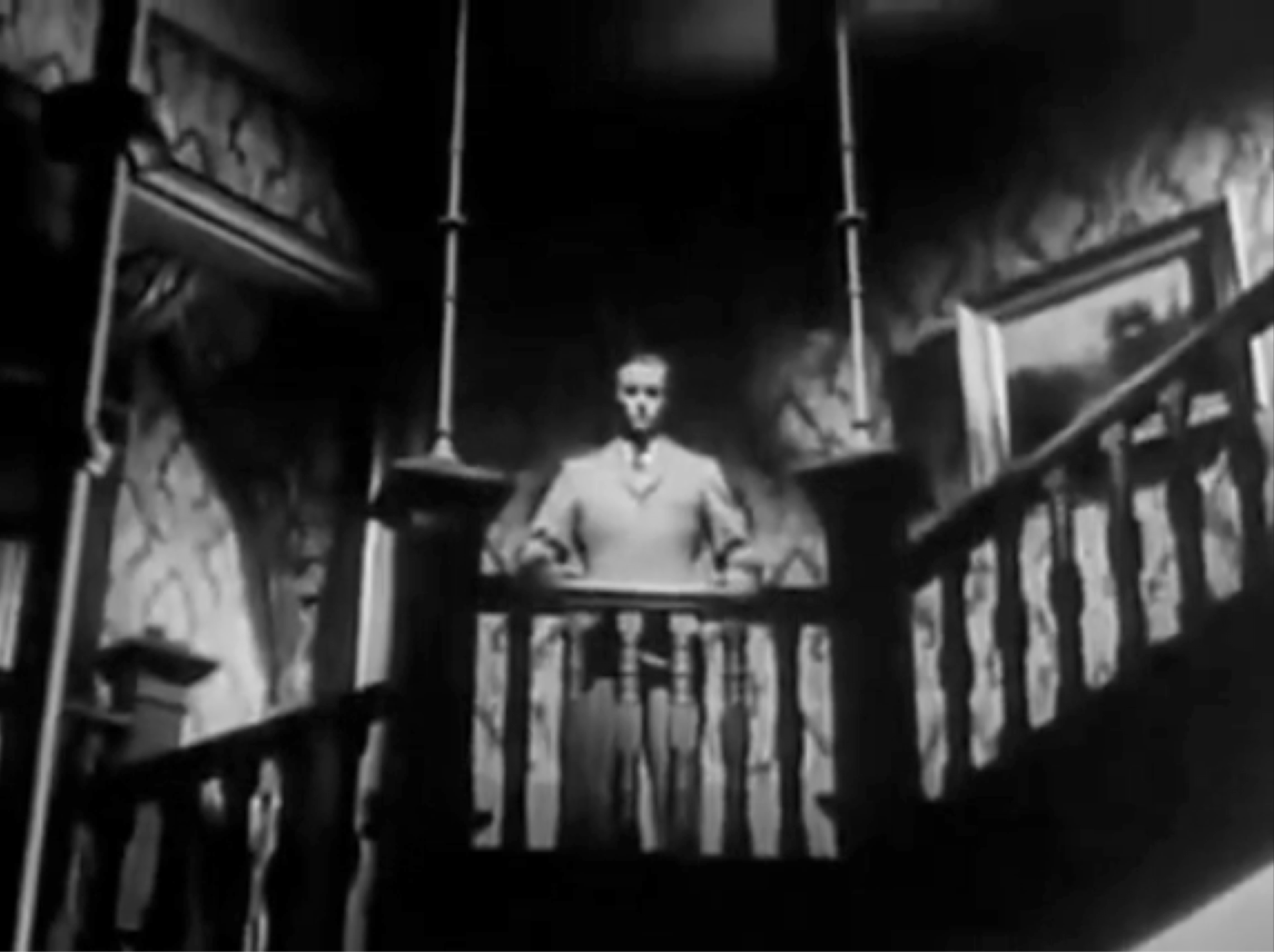
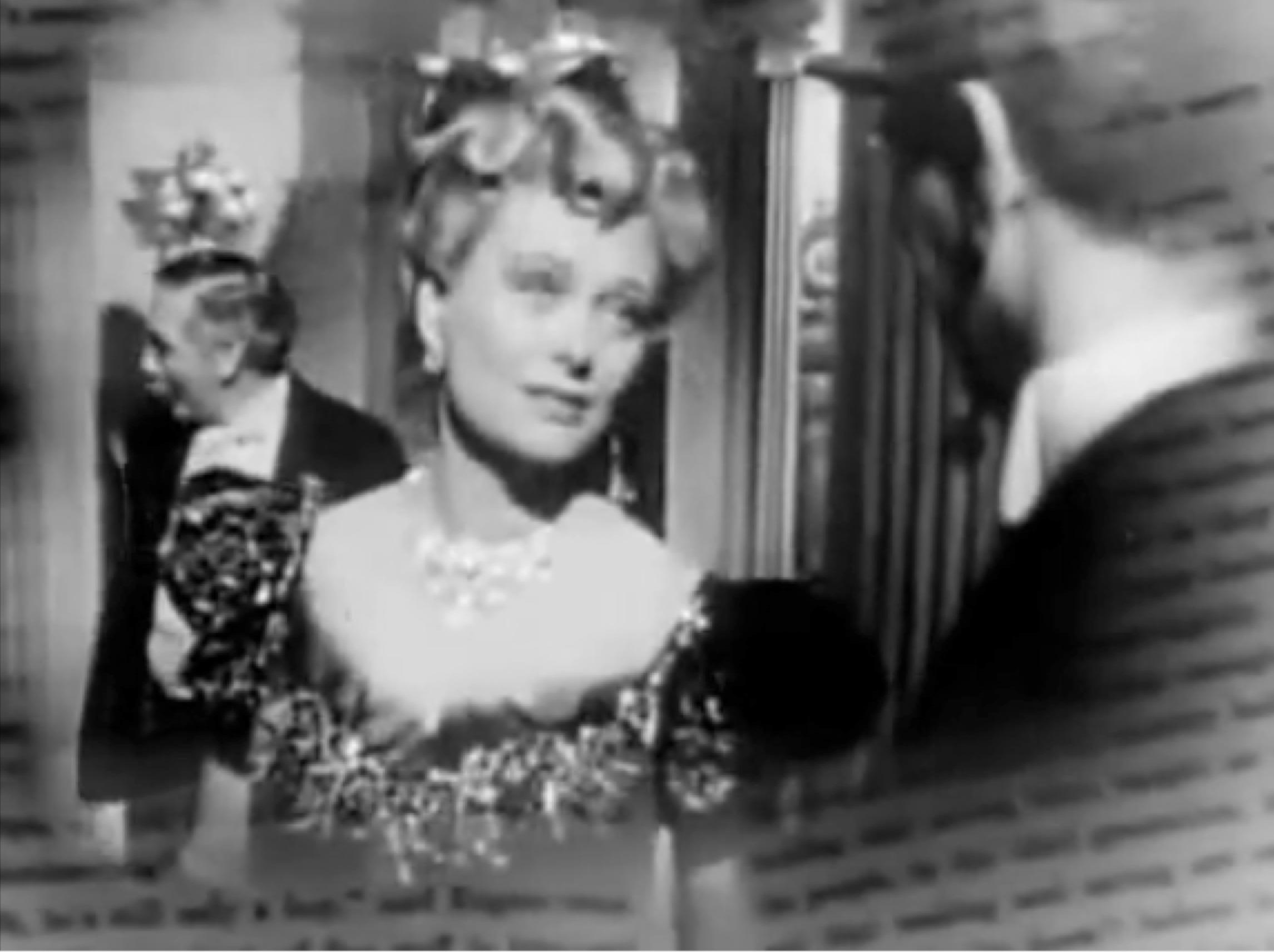
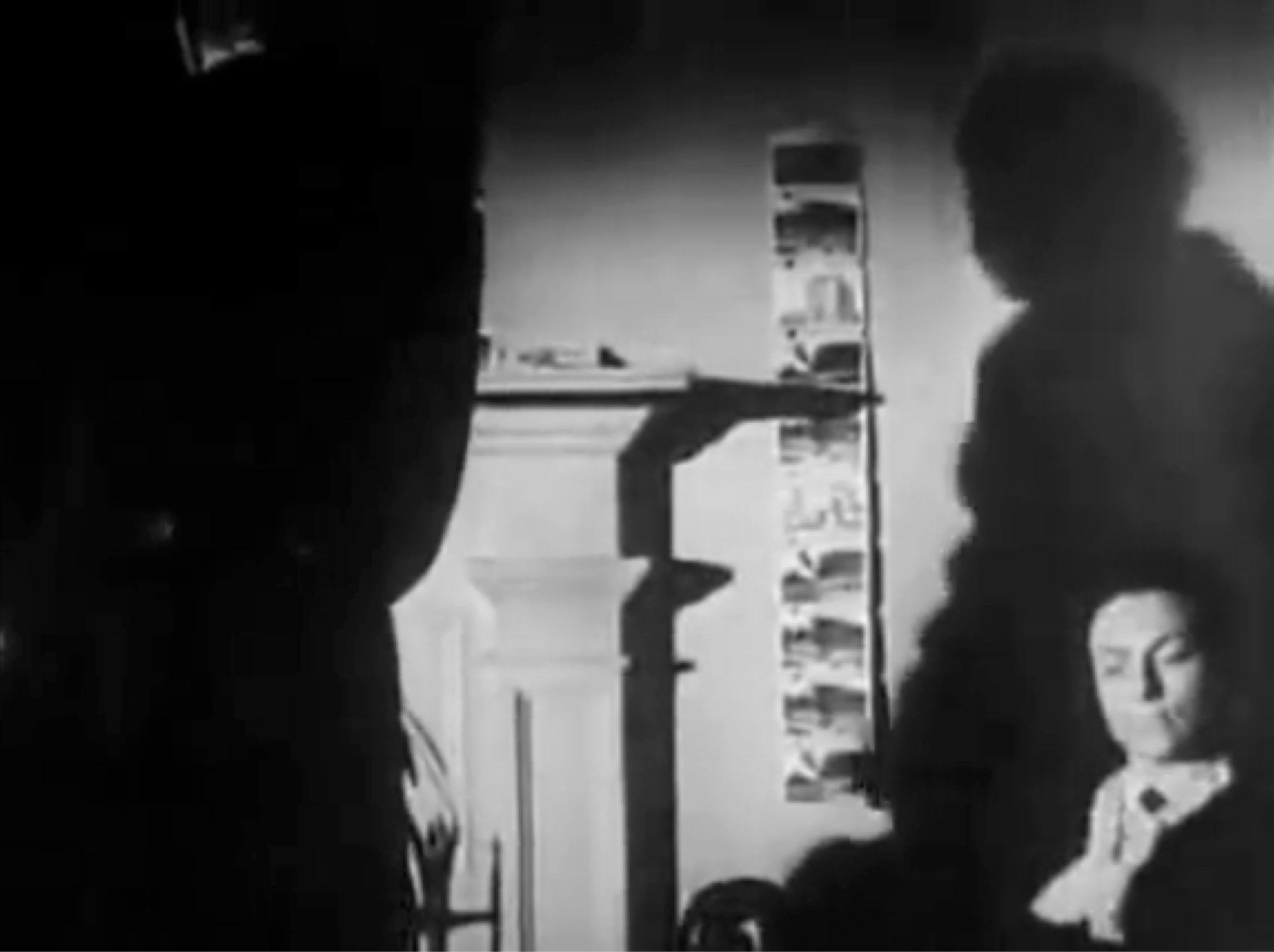